# Axsjön (Österunda socken, Uppland)
Axsjön är en sjö i Heby kommun i Uppland och ingår i Norrströms huvudavrinningsområde.
Sjön är belägen i en enklav tillhörig Österunda socken på gamla Torstuna härads sockenallmänning.